# آنیانگ
آنیانگ (به لاتین: Anyang) یک شهر مرکزی در جمهوری خلق چین است که در استان هنان واقع شده‌است.

## خصوصیات
آنیانگ ۷٬۳۵۵ کیلومترمربع مساحت و ۵٬۱۷۲٬۸۳۴ نفر جمعیت دارد و ۶۹ متر بالاتر از سطح دریا واقع شده‌است.

## خواهرخوانده
شهر لث‌بریج خواهرخواندهٔ آنیانگ هست.